# Copa América 1979
Copa América 1979 – trzydzieste pierwsze mistrzostwa kontynentu południowoamerykańskiego odbyły się w 1979 roku. Wzięło w nich udział 10 reprezentacji narodowych. Po raz drugi z rzędu turniej nie rozgrywano w jednym państwie, lecz we wszystkich krajach uczestników turnieju. Drużyny podzielono na trzy trzyzespołowe grupy. Zwycięzcy grup awansowali do półfinałów, gdzie czekał poprzedni zwycięzca turnieju – zespół Peru, zaś zwycięzcy tej fazy awansowali do finału (zarówno w półfinale, jak w finale rozgrywane były dwumecze).

## Uczestnicy

### Argentyna
| Zawodnik                   | Klub                            |
| -------------------------- | ------------------------------- |
| Juan Alberto Barbas        | Racing Club de Avellaneda       |
| Ricardo Bochini            | CA Independiente                |
| Miguel Angel Bordón        | Boca Juniors                    |
| Juan Carlos Bujedo         | Vélez Sarsfield Buenos Aires    |
| José Antonio Castro        | Vélez Sarsfield Buenos Aires    |
| Hugo Oscar Coscia          | San Lorenzo de Almagro          |
| Roberto Osvaldo Díaz       | Racing Club de Avellaneda       |
| Ricardo Ferrero            | Rosario Central                 |
| Sergio Elio Fortunato      | Estudiantes La Plata            |
| José Luis Gaitán           | Rosario Central                 |
| Jorge Osvaldo Gáspari      | CA Argentino de Quilmes         |
| Américo Gallego            | Newell’s Old Boys Rosario       |
| Pedro Omar Larraquy        | Vélez Sarsfield Buenos Aires    |
| Carlos Angel López         | Racing Club de Avellaneda       |
| Diego Maradona             | Argentinos Juniors Buenos Aires |
| Victorio Ocaño             | Talleres Córdoba                |
| Daniel Passarella          | River Plate                     |
| Eduardo Omar Saporiti      | River Plate                     |
| José Daniel Valencia       | Talleres Córdoba                |
| José Daniel Van Tuyne      | Rosario Central                 |
| Enrique Bernardo Vidallé   | Gimnasia y Esgrima La Plata     |
| Trener: César Luis Menotti |                                 |

### Boliwia
| Zawodnik               | Klub               |
| ---------------------- | ------------------ |
| Miguel Aguilar         | Club The Strongest |
| Eduardo Angulo         | Club The Strongest |
| Carlos Aragonés        | Club Bolívar       |
| Pablo Baldivieso       | Municipal La Paz   |
| Carlos Fernando Borja  | Club Bolívar       |
| Rogelio Delfín         | Club Always Ready  |
| Windsor Del Llano      | Club The Strongest |
| Erwin Alberto Espinosa | Oriente Petrolero  |
| Aldo Fierro            | Club Bolívar       |
| Luis González          | Oriente Petrolero  |
| Hebert Hoyos           | Oriente Petrolero  |
| Carlos Conrado Jiménez | Club Bolívar       |
| Ovidio Donacio Mezza   | Club The Strongest |
| David Augusto Paniagua | Club The Strongest |
| Jesús Reynaldo         | Club Bolívar       |
| Edwin Romero           | Oriente Petrolero  |
| Edgar Vaca             | Club Blooming      |
| Ramiro Vargas          | Club Bolívar       |
| Trener: Ramiro Blacutt |                    |

### Brazylia
| Zawodnik                 | Klub                      |
| ------------------------ | ------------------------- |
| Leão                     | CR Vasco da Gama          |
| Toninho                  | CR Flamengo               |
| Amaral                   | Corinthians Paulista      |
| Edinho                   | Fluminense Rio de Janeiro |
| Carpegiani               | CR Flamengo               |
| Marco Antônio            | CR Vasco da Gama          |
| Tita                     | CR Flamengo               |
| Falcão                   | Internacional Limeira     |
| Sócrates                 | Corinthians Paulista      |
| Palhinha                 | Corinthians Paulista      |
| Zé Sérgio                | São Paulo FC              |
| Carlos                   | Ponte Preta Campinas      |
| Nelinho                  | Cruzeiro EC               |
| Rondinelli               | CR Flamengo               |
| Pintinho                 | CR Vasco da Gama          |
| Pedrinho                 | SE Palmeiras              |
| Jair Gaúcho              | Internacional Limeira     |
| Chicão                   | São Paulo FC              |
| Juary                    | Santos FC                 |
| Zenon                    | Guarani FC                |
| Zezé                     | Fluminense Rio de Janeiro |
| João Leite               | Clube Atlético Mineiro    |
| Júnior                   | CR Flamengo               |
| Toninho Cerezo           | Clube Atlético Mineiro    |
| Zico                     | CR Flamengo               |
| Nilton Batata            | Santos FC                 |
| Roberto Dinamite         | CR Vasco da Gama          |
| Éder                     | Grêmio Porto Alegre       |
| Batista                  | Internacional Limeira     |
| João Paulo               | Santos FC                 |
| Oscar                    | Ponte Preta Campinas      |
| Adílio                   | CR Flamengo               |
| Gomes                    | Guarani FC                |
| Tarciso                  | Grêmio Porto Alegre       |
| Renato                   | São Paulo FC              |
| Pita                     | Santos FC                 |
| Serginho                 | São Paulo FC              |
| Trener: Cláudio Coutinho |                           |

### Chile
| Zawodnik                | Klub                      |
| ----------------------- | ------------------------- |
| Eduardo Bonvallet       | CD O’Higgins              |
| Carlos Caszely          | CSD Colo-Colo             |
| Rodolfo Dubó            | CD Palestino              |
| Enzo Sergio Escobar     | Unión Española            |
| Víctor Estay            | Unión Española            |
| Óscar Fabbiani          | Tampa Bay Rowdies         |
| Mario Galindo           | CSD Colo-Colo             |
| Raúl González           | CD Palestino              |
| Elías Figueroa          | CD Palestino              |
| Miguel Angel Neira      | CD O’Higgins              |
| Mario Osbén             | Unión Española            |
| Jorge Peredo            | Unión Española            |
| Alberto Quintano        | Club Universidad de Chile |
| Waldo Quiroz            | CD O’Higgins              |
| Carlos Humberto Rivas   | CSD Colo-Colo             |
| Manuel Antonio Rojas    | CD Palestino              |
| Mario Soto              | CD Cobreloa               |
| René Eduardo Valenzuela | CD O’Higgins              |
| Leonardo Véliz          | CSD Colo-Colo             |
| Patricio Yáñez          | San Luis Quillota         |
| Oscar Wirth             | CD Cobreloa               |
| Trener: Luis Santibáñez |                           |

### Ekwador
| Zawodnik                | Klub                         |
| ----------------------- | ---------------------------- |
| Jorge Luis Alarcón      | LDU Quito                    |
| Hugo Barrera            | ?                            |
| Carlos Delgado          | CD El Nacional               |
| Luis Escalante          | ?                            |
| Ecuador Figueroa        | ?                            |
| Luis Augusto Granda     | CD El Nacional               |
| Fausto Klinger          | Barcelona SC                 |
| Juan Madruñero          | Barcelona SC                 |
| Luis Cristóbal Mantilla | Universidad Católica Quito   |
| José Francisco Paes     | América Quito                |
| Roque Párraga           | Técnico Universitario Ambato |
| Miguel Pérez            | CD El Nacional               |
| Flavio Perlaza          | CD El Nacional               |
| Milton Rodríguez        | CD El Nacional               |
| Carlos René Ron         | CD El Nacional               |
| Jorge Vinicio Ron       | CD El Nacional               |
| Mario Tenorio           | Deportivo Cuenca             |
| Carlos Torres Garcés    | Emelec Guayaquil             |
| José Villafuerte        | CD El Nacional               |
| Trener: Héctor Morales  |                              |

### Kolumbia
| Zawodnik                | Klub                   |
| ----------------------- | ---------------------- |
| Rafael de Jesús Agudelo | ?                      |
| Oscar Emilio Bolaño     | Atlético Junior        |
| Fernando Castro         | Deportivo Cali         |
| José Gabriel Chaparro   | América Cali           |
| José Ernesto Díaz       | Independiente Santa Fe |
| Miguel Antonio Escobar  | Deportivo Cali         |
| Hernán Darío Herrera    | Atlético Nacional      |
| Arnoldo Alberto Iguarán | Cúcuta Deportivo       |
| Luis Fernando López     | ?                      |
| Víctor Lugo Quiñones    | ?                      |
| José James Mina Camacho | ?                      |
| Jaime Morón             | Millonarios FC         |
| Alvaro Muñoz Castro     | América Cali           |
| Willington Ortiz        | Millonarios FC         |
| Rafael Otero            | Deportivo Cali         |
| Miguel Augusto Prince   | ?                      |
| Luis Eduardo Reyes      | América Cali           |
| Hebert Armando Ríos     | ?                      |
| Alex Valderrama         | Unión Magdalena        |
| César Freddy Valverde   | Deportivo Cali         |
| Eduardo Emilio Vilarete | ?                      |
| Pedro Antonio Zape      | Deportivo Cali         |
| Trener: Błagoja Widiniḱ |                        |

### Paragwaj
| Zawodnik                  | Klub                |
| ------------------------- | ------------------- |
| Isabelino Acosta          | Club Sol de América |
| Osvaldo Aquino            | Club Olimpia        |
| Alejandrino Arce          | ?                   |
| Alcides Báez              | Club Libertad       |
| Roberto Cabañas           | Cerro Porteño       |
| Cristín Eugenio Cibils    | Tembetary Ypané     |
| Arecio Colmán             | Club Libertad       |
| Adalberto Escobar         | Club Libertad       |
| Juan Carlos Espínola      | Club Libertad       |
| Roberto Eladio Fernández  | Cerro Porteño       |
| Pedro Nelson Fleitas      | Cerro Porteño       |
| Aldo Florentín            | Cerro Porteño       |
| Evaristo Isasi            | Club Olimpia        |
| Carlos Alberto Kiese      | Club Olimpia        |
| Arsenio Meza              | ?                   |
| Eugenio Félix Morel       | Club Libertad       |
| Víctor Milcíades Morel    | Club Libertad       |
| Juvencio Osorio           | Cerro Porteño       |
| Gerónimo Ovelar           | Cerro Porteño       |
| Roberto Paredes           | Club Olimpia        |
| Amado Pérez               | Club Sol de América |
| Mariano Pesoa             | Cerro Porteño       |
| Julio César Romero        | Sportivo Luqueño    |
| Juan Ramón Sandoval       | ?                   |
| Alicio Solalinde          | Club Olimpia        |
| Flaminio Sosa             | Club Olimpia        |
| Hugo Ricardo Talavera     | Club Olimpia        |
| Juan Torales              | Sportivo Luqueño    |
| Luis Ernesto Torres       | Club Olimpia        |
| Tito Vera                 | ?                   |
| Enrique Atanasio Villalba | Club Olimpia        |
| Juan Manuel Villalba      | Club Libertad       |
| Trener: Ranulfo Miranda   |                     |

### Peru
| Zawodnik               | Klub                  |
| ---------------------- | --------------------- |
| Eusebio Acasuzo        | Universitario Lima    |
| César Cueto            | Alianza Lima          |
| Héctor Chumpitaz       | Club Sporting Cristal |
| Rubén Toribio Díaz     | Club Sporting Cristal |
| Jaime Eduardo Duarte   | Alianza Lima          |
| Raúl Gorriti           | ?                     |
| Guillermo La Rosa      | Alianza Lima          |
| Enrique Labarthe       | Sport Boys Callao     |
| Germán Carlos Leguía   | Universitario Lima    |
| Robert Mosquera        | Club Sporting Cristal |
| José Navarro           | Club Sporting Cristal |
| Jorge Andrés Olaechea  | Alianza Lima          |
| Percy Rojas            | Club Sporting Cristal |
| Fredy Ravello          | Alianza Lima          |
| Jose Manuel Velásquez  | ?                     |
| Trener: José Chiarella |                       |

### Urugwaj
| Zawodnik                     | Klub                      |
| ---------------------------- | ------------------------- |
| Nelson Agresta               | Club Nacional de Football |
| Daniel Alonso                | Liverpool Montevideo      |
| Alberto Willers Bica         | Club Nacional de Football |
| Domingo Rufino Cáceres       | CA Peñarol                |
| Gary Castillo                | Sud América Montevideo    |
| Freddy Clavijo               | Defensor Sporting         |
| Eduardo de la Peña           | Club Nacional de Football |
| Hugo Eduardo De León         | Club Nacional de Football |
| Víctor Diogo                 | CA Peñarol                |
| Washington González          | Defensor Sporting         |
| Ildo Maneiro                 | CA Peñarol                |
| Nelson Marcenaro             | CA Peñarol                |
| Denis Milar                  | Club Nacional de Football |
| José Hermes Moreira          | Club Nacional de Football |
| Washington Olivera           | CA Peñarol                |
| Rubén Paz                    | CA Peñarol                |
| Embert Quintas               | Sud América Montevideo    |
| Venancio Ramos               | CA Peñarol                |
| Rodolfo Rodríguez            | Club Nacional de Football |
| José Luis Russo              | Defensor Sporting         |
| Mario Saralegui              | CA Peñarol                |
| Lorenzo Unanue               | CA Peñarol                |
| Ernesto Vargas               | CA Peñarol                |
| Waldemar Victorino           | Club Nacional de Football |
| Mario Zoryez                 | CA Peñarol                |
| Trener: Roque Gastón Máspoli |                           |

### Wenezuela
| Zawodnik                      | Klub               |
| ----------------------------- | ------------------ |
| Pedro Acosta                  | Galicia Caracas    |
| Ordán Aguirre                 | Lara Barquisimeto  |
| Bernardo Añor                 | Bingo              |
| Plinio Araque                 | Estudiantes Mérida |
| Andrés Arizaleta              | Zamora Barinas     |
| Rafael Cadenas                | ULA Mérida         |
| Emilio Campos                 | ULA Mérida         |
| Rodolfo Carvajal              | ULA Mérida         |
| Johnny Castellanos            | Zamora Barinas     |
| Angel Castillo                | Valencia           |
| Pedro Castro                  | Galicia Caracas    |
| José Ramón Contreras          | Deportivo Táchira  |
| Pedro Juan Febles             | Italia Caracas     |
| Julio César Hernández         | ULA Mérida         |
| Luis Mendoza                  | Italia Caracas     |
| Richard Alfredo Páez          | Portuguesa FC      |
| Alexis Peña                   | ULA Mérida         |
| Asdrúbal Sánchez              | ULA Mérida         |
| Rafael Santana                | Portugués Caracas  |
| César Semidey                 | Deportivo Táchira  |
| Vicente Vega                  | Portuguesa FC      |
| Juan José Vidal               | Italia Caracas     |
| Trener: José Julián Hernández |                    |

## Mecze

### Grupa 1

#### Wenezuela–Kolumbia
| WENEZUELA – KOLUMBIA 0:0                                                                                                  |
| --- |
| 1 sierpnia 1979, San Cristóbal, Estadio Pueblo Nuevo (widzów 18 000)                                                      |
| Sędzia: Luis Barrancos |
| WENEZUELA: Vega – Contreras (Acosta), Castro, Vidal, Campos – Sánchez, Páez, Mendoza – Castillo, Febles (Peña), Hernández |
| KOLUMBIA: Zape – Bolaño, Escobar, Reyes, Castro – Valverde (Chaparro), Otero, Iguarán – Ortiz, Agudelo (Valderrama), Díaz |

#### Wenezuela–Chile
| WENEZUELA – CHILE 1:1 (0:0)                                                                                                  |
| --- |
| 8 sierpnia 1979, San Cristóbal, Estadio Pueblo Nuevo (widzów 14 000)                                                         |
| Sędzia: César Pagano |
| WENEZUELA: Vega – Contreras, Castro, Vidal, Campos – Mendoza, Páez, Sánchez – Peña (Santana), Carvajal, Hernández (Castillo) |
| CHILE: Osbén – González, Valenzuela, Soto, Escobar – Rivas (Quiroz), Dubó, Neira – Yáñez, Peredo, Véliz                      |
| Bramki: 1:0 Carvajal 70, 1:1 Peredo 81                                                                                       |

#### Kolumbia–Chile
| KOLUMBIA – CHILE 1:0 (1:0)                                                                                                  |
| --- |
| 15 sierpnia 1979, Bogotá, Estadio El Campín (widzów 45 000)                                                                 |
| Sędzia: Romualdo Arppi Filho                                                                                                |
| KOLUMBIA: Zape – Bolańo, Reyes, Escobar, Castro – Otero, Muńoz Castro (Chaparro), Valverde – Ortiz, Agudelo (Iguarán), Díaz |
| CHILE: Osbén – Quintano, Soto, Valenzuela, González – Escobar, Bonvallet, Rivas – Quiroz, Estay (Peredo), Neira             |
| Bramki: 1:0 Díaz 21 |

#### Kolumbia–Wenezuela
| KOLUMBIA – WENEZUELA 4:0 (1:0)                                                                                     |
| --- |
| 22 sierpnia 1979, Bogotá, Estadio El Campín (widzów 30 000)                                                        |
| Sędzia: Carlos Espósito                                                                                            |
| KOLUMBIA: Zape – Bolaño, Escobar, Reyes, Castro – Valverde, Chaparro, Muńoz Castro – Ortiz, Iguarán, Díaz (Morón)  |
| WENEZUELA: Vega – Aguirre, Castro, Acosta, Campos – Vidal, Mendoza, Sánchez – Páez (Ańor), Peña (Febles), Carvajal |
| Bramki: 1:0 Iguarán 17, 2:0 Valverde 53, 3:0 Chaparro 59, 4:0 Morón 86                                             |

#### Chile–Wenezuela
| CHILE – WENEZUELA 7:0 (2:0) |
| --- |
| 29 sierpnia 1979, Santiago, Estadio Nacional (widzów 70 000)                                                                    |
| Sędzia: Enrique Labó |
| CHILE: Osbén – Galindo, Valenzuela, Soto, Escobar – Rivas, Rojas (Neira), Yáńez – Peredo, Caszely, Véliz                        |
| WENEZUELA: Vega – Castellanos, Castro, Acosta, Campos – Santana, Sánchez, Páez – Mendoza, Castillo (Cadenas), Carvajal (Febles) |
| Bramki: 1:0 Peredo 3, 2:0 Rivas 38, 3:0 Rivas 54, 4:0 Peredo 59, 5:0 Véliz 76, 6:0 Soto 80, 7:0 Yáńez 84                        |
| Uwaga: wenezuelski piłkarz Páez otrzymał czerwoną kartkę                                                                        |

#### Chile–Kolumbia
| CHILE – KOLUMBIA 2:0 (1:0)                                                                                           |
| --- |
| 5 września 1979, Santiago, Estadio Nacional (widzów 85 000)                                                          |
| Sędzia: Wilfredo Cáceres                                                                                             |
| CHILE: Osbén – Galindo, Valenzuela, Soto, Escobar – Rivas, Rojas (Neira), Yáńez (Bonvallet) – Peredo, Caszely, Véliz |
| KOLUMBIA: Zape – Castro, Escobar, Reyes, Bolańo – Herrera, Chaparro, Valverde – Díaz (Morón), Iguarán, Ortiz         |
| Bramki: 1:0 Caszely 14, 2:0 Peredo 58                                                                                |

### Grupa 2

#### Boliwia–Argentyna
| BOLIWIA – ARGENTYNA 2:1 (1:1) |
| --- |
| 18 lipca 1979, La Paz, Estadio Hernando Siles (widzów 40 000)                                                                             |
| Sędzia: Octavio Sierra |
| BOLIWIA: Jiménez – Fierro, Espinosa, Vaca, Del Llano – Angulo, Romero, Aragonés – Borja, Reynaldo (Mezza), Aguilar                        |
| ARGENTYNA: Vidallé – Saporiti, Van Tuyne, Passarella, Bordón – Gáspari, Larraquy, López – Castro, Fortunato (59 Gaitán), Díaz (46 Coscia) |
| Bramki: 0:1 López 5, 1:1 Reynaldo 29, 2:1 Reynaldo 66                                                                                     |

#### Boliwia–Brazylia
| BOLIWIA – BRAZYLIA 2:1 (1:1) |
| --- |
| 26 lipca 1979, La Paz, Estadio Hernando Siles (widzów 40 000)                                                                               |
| Sędzia: Orlando Sánchez |
| BOLIWIA: Jiménez – Vargas, Espinosa, Vaca, Del Llano – Romero (Paniagua), Aragonés, Angulo – Borja, Reynaldo, Aguilar                       |
| BRAZYLIA: Leăo – Junior, Oscar, Amaral, Pedrinho – Batista, Carpeggiani, Nilton Santos – Renato (Zenon), Roberto Dinamita, Zé Sergio (Juan) |
| Bramki: 0:1 Roberto Dinamita 30k, 1:1 Aragonés 36k, 2:1 Aragonés 63                                                                         |

#### Brazylia–Argentyna
| BRAZYLIA – ARGENTYNA 2:1 (1:1) |
| --- |
| 2 sierpnia 1979, Rio de Janeiro, Maracanã (widzów 130 000)                                                                             |
| Sędzia: Edison Pérez |
| BRAZYLIA: Leăo – Toninho, Amaral, Edinho, Pedrinho – Carpeggiani, Zenon (Batista), Tita – Palinha (Juan), Zico, Zé Sergio              |
| ARGENTYNA: Vidallé – Barbas, Van Tuyne, Passarella, Bordón – Gáspari, Larraquy, Gaitán (46 López) – Coscia, Maradona, Díaz (62 Castro) |
| Bramki: 1:0 Zico 2, 1:1 Coscia 29, 2:1 Tita 54                                                                                         |

#### Argentyna–Boliwia
| ARGENTYNA – BOLIWIA 3:0 (2:0) |
| --- |
| 8 sierpnia 1979, Buenos Aires, Estadio José Amalfitani (widzów 30 000)                                                           |
| Sędzia: Sergio Vásquez |
| ARGENTYNA: Vidallé – Saporiti, Van Tuyne, Passarella, Bordón – Gáspari, Larraquy (46 Barbas), Maradona – Coscia, Fortunato, Díaz |
| BOLIWIA: Hoyos – Vargas, Vaca, Espinosa, Del Llano – Angulo, Borja, Romero – Reynaldo (Mezza), Aragonés, Aguilar                 |
| Bramki: 1:0 Passarella 1, 2:0 Gáspari 15, 3:0 Maradona 65                                                                        |

#### Brazylia–Boliwia
| BRAZYLIA – BOLIWIA 2:0 (0:0)                                                                                                  |
| --- |
| 16 sierpnia 1979, São Paulo, Estádio do Morumbi (widzów 50 000)                                                               |
| Sędzia: José Vergara |
| BRAZYLIA: Leăo – Toninho, Amaral, Edinho, Junior – Batista, Zenon (Palinha), Nilton Batata (Tita) – Zico, Sócrates, Zé Sergio |
| BOLIWIA: Jiménez – Vargas, Espinosa, Vaca (Delfín), Del Llano – González, Romero, Aragonés – Borja, Reynaldo, Aguilar         |
| Bramki: 1:0 Tita 46, 2:0 Zico 90                                                                                              |

#### Argentyna–Brazylia
| ARGENTYNA – BRAZYLIA 2:2 (1:1) |
| --- |
| 23 sierpnia 1979, Buenos Aires, Estadio Monumental (widzów 68 000)                                                                        |
| Sędzia: Roque Cerullo |
| ARGENTYNA: Vidallé – Ocańo, Van Tuyne, Passarella, Bordón – Gáspari, Gallego, Bochini – Coscia (59 Valencia), Fortunato (79 Castro), Díaz |
| BRAZYLIA: Leăo – Toninho, Amaral, Edinho, Junior – Batista, Carpeggiani (65 Falcăo), Tita – Zico, Sócrates, Zé Sergio                     |
| Bramki: 0:1 Sócrates 17g, 1:1 Passarella 38w, 1:2 Sócrates 65k, 2:2 Díaz 71                                                               |
| Uwagi: czerwone kartki otrzymali dwaj piłkarze – Gallego z Argentyny i Zico z Brazylii                                                    |

### Grupa 3

#### Ekwador–Paragwaj
| EKWADOR – PARAGWAJ 1:2 |
| --- |
| 29 sierpnia 1979, Quito, Estadio Atahualpa (widzów 45 000)                                                                           |
| Sędzia: Carlos Espósito |
| EKWADOR: Rodríguez – Perlaza (Granda), Pérez, Paes, Klinger – Villafuerte (Alarcón), C.Ron, Torres Garcés – Tenorio, V.Ron, Mantilla |
| PARAGWAJ: Fernández – Solalinde, Paredes, Cibils, Torales – Torres (Colmán), Kiese (Florentín), Talavera – Isasi, E.Villalba, Aquino |
| Bramki: Torres Garcés k – Talavera, Solalinde                                                                                        |

#### Ekwador–Urugwaj
| EKWADOR – URUGWAJ 2:1 (2:0) |
| --- |
| 5 września 1979, Quito, Estadio Atahualpa (widzów 30 000)                                                                              |
| Sędzia: Romualdo Arppi Filho |
| EKWADOR: Rodríguez – Perlaza, Pérez, Paes, Klinger – Granda, C.Ron, Torres Garcés – Tenorio (Villafuerte), Alarcón (V.Ron), Madruńero  |
| URUGWAJ: Rodríguez – Moreira, De León, Marcenaro, Agresta – Zoryez, Castillo, Unanue (Maneiro) – Saralegui, Victorino, Alonso          |
| Bramki: 1:0 Tenorio 6, 2:0 Alarcón 9, 2:1 Victorino 79 k                                                                               |
| Uwagi: piłkarz Ekwadoru Torres Garcés nie wykorzystał rzutu karnego; w 65 minucie czerwoną kartkę otrzymał urugwajski piłkarz Castillo |

#### Paragwaj–Ekwador
| PARAGWAJ – EKWADOR 2:0 |
| --- |
| 13 września 1979, Asunción, Estadio Defensores del Chaco (widzów 25 000)                                                           |
| Sędzia: Abel Gnecco |
| PARAGWAJ: Fernández – Arce, Ovelar, Cibils, Torales – Osorio, Florentín, Romero – Fleitas (Escobar), Meza (Sandoval), E.Morel      |
| EKWADOR: Rodríguez – Perlaza, Paes, Pérez, Klinger – Granda, C.Ron, Torres Garcés – Alarcón, Tenorio (V.Ron), Madruńero (Mantilla) |
| Bramki: 1:0 E.Morel, 2:0 Osorio |

#### Urugwaj–Ekwador
| URUGWAJ – EKWADOR 2:1 (1:0) |
| --- |
| 16 września 1979, Montevideo, Estadio Centenario (widzów 25 000)                                                                |
| Sędzia: Oscar Scolfaro |
| URUGWAJ: Rodríguez – Moreira, De León, Marcenaro, Agresta – Zoryez, Saralegui (Alonso), Paz – Bica (Unanue), Victorino, Maneiro |
| EKWADOR: Rodríguez – Perlaza, Paes, Figueroa, Klinger – Granda, C.Ron, Torres Garcés (Alarcón) – Tenorio, V.Ron, Mantilla       |
| Bramki: 1:0 Bica 4, 2:0 Victorino 57k, 2:1 Klinger 77                                                                           |
| Czerwone kartki: Maneiro (78) / Granda (57), C.Ron (81)                                                                         |

#### Paragwaj–Urugwaj
| PARAGWAJ – URUGWAJ 0:0                                                                                              |
| --- |
| 20 września 1979, Asunción, Estadio Defensores del Chaco (widzów 25 000)                                            |
| Sędzia: Sergio Vásquez                                                                                              |
| PARAGWAJ: Fernández – Arce, Ovelar, Cibils, Torales – Torres, Osorio, Talavera – Isasi, Acosta (Florentín), E.Morel |
| URUGWAJ: Rodríguez – Diogo, Cáceres, De León, Agresta – González, Milar (Unanue), De la Peńa – Bica, Victorino, Paz |
| Uwagi: w 35 minucie czerwoną kartkę otrzymał paragwajski piłkarz Ovelar                                             |

#### Urugwaj–Paragwaj
| URUGWAJ – PARAGWAJ 2:2 (0:1)                                                                                          |
| --- |
| 26 września 1979, Montevideo, Estadio Centenario (widzów 18 000)                                                      |
| Sędzia: Edison Pérez                                                                                                  |
| URUGWAJ: Rodríguez – Diogo, Cáceres, De León, Agresta – González, Milar, Alonso (Vargas) – Bica, De la Peńa, Paz      |
| PARAGWAJ: Báez – Espínola, Cibils, J.M.Villalba, Torales – Vera, Florentín, Pesoa (Romero) – Acosta, M.Morel, E.Morel |
| Bramki: 0:1 E.Morel 34, 1:1 Milar 54k, 2:1 Paz 83, 2:2 E.Morel 88                                                     |

### Półfinały

#### Peru–Chile
| PERU – CHILE 1:2 (0:1)                                                                                                  |
| --- |
| 17 października 1979, Lima, Estadio Nacional (widzów 50 000)                                                            |
| Sędzia: Romualdo Arppi Filho                                                                                            |
| PERU: Acasuzo – Duarte, Olaechea, Chumpitaz, Díaz – Velásquez, Leguía, Cueto – Mosquera, La Rosa, Ravello (59 Labarthe) |
| CHILE: Osbén – Galindo, Valenzuela, Figueroa, Escobar – Rivas, Dubó, Soto, Rojas – Caszely (81 Bonvallet), Yáńez        |
| Bramki: 0:1 Caszely 36, 1:1 Mosquera 71, 1:2 Caszely 76                                                                 |

#### Chile–Peru
| CHILE – PERU 0:0 |
| --- |
| 24 października 1979, Santiago, Estadio Nacional (widzów 75 000)                                                                  |
| Sędzia: Juan Daniel Cardellino |
| CHILE: Osbén – Galindo, Valenzuela, Figueroa, Escobar – Rivas, Dubó (63 Bonvallet), Rojas – Yáńez, Caszely, Véliz (46 Soto)       |
| PERU: Acasuzo – Navarro, Olaechea, Chumpitaz, Díaz – Velásquez, Leguía (68 Gorriti), Cueto (8 Rojas) – Mosquera, La Rosa, Ravello |
| Czerwone kartki: Figueroa (40) / Rojas (33)                                                                                       |

#### Paragwaj–Brazylia
| PARAGWAJ – BRAZYLIA 2:1 (2:0) |
| --- |
| 24 października 1979, Asunción, Estadio Defensores del Chaco (widzów 50 000)                                                        |
| Sędzia: Ramón Barreto |
| PARAGWAJ: Fernández – Espínola, Cibils, Sosa, Torales – Torres (Romero), Florentín, Talavera – Isasi, M.Morel (Pesoa), E.Morel      |
| BRAZYLIA: Leăo – Toninho, Amaral, Edinho, Pedrinho – Chicăo, Falcăo, Tarciso – Jair Gonçalvez (Palinha), Sócrates, Éder (Zé Sergio) |
| Bramki: 1:0 E.Morel 16, 2:0 Talavera 35, 2:1 Palinha 79                                                                             |
| Uwagi: z boiska wyrzucony został brazylijski piłkarz Zico                                                                           |

#### Brazylia–Paragwaj
| BRAZYLIA – PARAGWAJ 2:2 (1:1) |
| --- |
| 31 października 1979, Rio de Janeiro, Maracanã (widzów 80 000)                                                                             |
| Sędzia: Carlos Espósito |
| BRAZYLIA: Leăo – Toninho, Amaral, Edinho, Marco Antonio – Carpeggiani (62 Pintinho), Falcăo, Tita (60 Zezé) – Palinha, Sócrates, Zé Sergio |
| PARAGWAJ: Fernández – Espínola, Paredes, Sosa (89 Cibils), Torales – Florentín, Kiese, Talavera (57 Romero) – Isasi, M.Morel, E.Morel      |
| Bramki: 1:0 Falcăo 29, 1:1 M.Morel 31, 2:1 Sócrates 61k, 2:2 Romero 68                                                                     |

### Finał
W dwumeczu finałowym nie liczyły się bramki, tylko punkty. Ponieważ oba zespoły zdobyły po 2 punkty, rozegrano mecz dodatkowy, który zakończył się remisem. O ostatecznym zwycięstwie Paragwaju zadecydowała większa liczba zdobytych bramek z wszystkich meczów finałowych.

#### Paragwaj–Chile
| PARAGWAJ – CHILE 3:0 (2:0) |
| --- |
| 28 listopada 1979, Asunción, Estadio Defensores del Chaco (widzów 40 000)                                                           |
| Sędzia: Luis Gregorio Da Rosa |
| PARAGWAJ: Fernández – Espínola, Paredes (79 Cibils), Sosa, Torales – Torres (62 Florentín), Kiese, Romero – Isasi, M.Morel, E.Morel |
| CHILE: Osbén – Galindo, Valenzuela, Quintano, Escobar – Rivas, Soto, Bonvallet (46 Estay) – Rojas, Caszely, Fabbiani                |
| Bramki: 1:0 Romero 12g, 2:0 M.Morel 36g, 3:0 Romero 85w                                                                             |

#### Chile–Paragwaj
| CHILE – PARAGWAJ 1:0 (1:0) |
| --- |
| 5 grudnia 1979, Santiago, Estadio Nacional (widzów 55 000)                                                                              |
| Sędzia: Ramón Barreto |
| CHILE: Osbén – Galindo, Valenzuela, Figueroa, Escobar – Rivas, Bonvallet, Rojas (85 Neira) – Caszely, Fabbiani (56 Estay), Véliz        |
| PARAGWAJ: Fernández – Solalinde, Paredes, Sosa, Torales – Romero, Kiese (46 Florentín), Talavera (80 Cabańas) – Isasi, M.Morel, E.Morel |
| Bramki: 1:0 Rivas 10 |
| Czerwone kartki: Bonvallet (17) / E.Morel (17)                                                                                          |

#### Paragwaj–Chile
| PARAGWAJ – CHILE 0:0 (0:0, 0:0) |
| --- |
| 11 grudnia 1979, Buenos Aires, Estadio José Amalfitani (widzów 6000)                                                               |
| Sędzia: Arnaldo César Coelho |
| PARAGWAJ: Fernández – Espínola, Paredes, Sosa, Torales – Florentín, Kiese, Romero – Pérez (85 Cibils), M.Morel, Aquino (61 Torres) |
| CHILE: Osbén – Galindo, Figueroa, Valenzuela, Escobar – Rivas, Dubó (90 Estay), Rojas – Caszely, Fabbiani (61 Yáńez), Véliz        |

## Podsumowanie

### Grupa 1

#### Wyniki
| 1 sierpnia San Cristóbal |  | Wenezuela | 0 | – | 0 | Kolumbia |

| 8 sierpnia San Cristóbal |  | Wenezuela | 1 | – | 1 (0-0) | Chile |

| 15 sierpnia Bogota |  | Kolumbia | 1 | – | 0 (1-0) | Chile |

| 22 sierpnia Bogota |  | Kolumbia | 4 | – | 0 (1-0) | Wenezuela |

| 29 sierpnia Santiago |  | Chile | 7 | – | 0 (2-0) | Wenezuela |

| 5 września Santiago |  | Chile | 2 | – | 0 (1-0) | Kolumbia |

#### Tabela końcowa
Grupa 1
| M | Reprezentacja | L.m. | Zw. | Rem. | Por. | Bramki | R.br. | Pkt |
| 1 | Chile         | 4    | 2   | 1    | 1    | 10:2   | +8    | 5   |
| 2 | Kolumbia      | 4    | 2   | 1    | 1    | 5:2    | +3    | 5   |
| 3 | Wenezuela     | 4    | 0   | 2    | 2    | 1:12   | -11   | 2   |

### Grupa 2

#### Wyniki
| 18 lipca La Paz |  | Boliwia | 2 | – | 1 (1-1) | Argentyna |

| 26 lipca La Paz |  | Boliwia | 2 | – | 1 (1-1) | Brazylia |

| 2 sierpnia Rio de Janeiro |  | Brazylia | 2 | – | 1 (1-1) | Argentyna |

| 8 sierpnia Buenos Aires |  | Argentyna | 3 | – | 0 (2-0) | Boliwia |

| 16 sierpnia São Paulo |  | Brazylia | 2 | – | 0 (0-0) | Boliwia |

| 23 sierpnia Buenos Aires |  | Argentyna | 2 | – | 2 (1-1) | Brazylia |

#### Tabela końcowa
Grupa 2
| M | Reprezentacja | L.m. | Zw. | Rem. | Por. | Bramki | R.br. | Pkt |
| 1 | Brazylia      | 4    | 2   | 1    | 1    | 7:5    | +2    | 5   |
| 2 | Boliwia       | 4    | 2   | 0    | 2    | 4:7    | -3    | 4   |
| 3 | Argentyna     | 4    | 1   | 1    | 2    | 7:6    | +1    | 3   |

### Grupa 3

#### Wyniki
| 29 sierpnia Quito |  | Ekwador | 1 | – | 2 | Paragwaj |

| 5 września Quito |  | Ekwador | 2 | – | 1 (2-0) | Urugwaj |

| 13 września Asunción |  | Paragwaj | 2 | – | 0 | Ekwador |

| 16 września Montevideo |  | Urugwaj | 2 | – | 1 (1-0) | Ekwador |

| 20 września Asunción |  | Paragwaj | 0 | – | 0 | Urugwaj |

| 26 września Montevideo |  | Urugwaj | 2 | – | 2 (0-1) | Paragwaj |

#### Tabela końcowa
Grupa 3
| M | Reprezentacja | L.m. | Zw. | Rem. | Por. | Bramki | R.br. | Pkt |
| 1 | Paragwaj      | 4    | 2   | 2    | 0    | 6:3    | +3    | 6   |
| 2 | Urugwaj       | 4    | 1   | 2    | 1    | 5:5    | 0     | 4   |
| 3 | Ekwador       | 4    | 1   | 0    | 3    | 4:7    | -3    | 2   |

### Półfinały
| 17 października Lima |  | Peru | 1 | – | 2 (0-1) | Chile |

| 24 października Santiago |  | Chile | 0 | – | 0 | Peru |

| 24 października Asunción |  | Paragwaj | 2 | – | 1 (2-0) | Brazylia |

| 31 października Rio de Janeiro |  | Brazylia | 2 | – | 2 (1-1) | Paragwaj |

### Finał
| 28 listopada Asunción |  | Paragwaj | 3 | – | 0 (2-0) | Chile |

| 5 grudnia Santiago |  | Chile | 1 | – | 0 (1-0) | Paragwaj |

| 11 grudnia Buenos Aires Argentyna |  | Chile | 0 | – | 0, po dogrywce (0-0, 0-0, 0-0) | Paragwaj |

Trzydziestym pierwszym triumfatorem turnieju Copa América został po raz drugi zespół Paragwaju.

### Strzelcy bramek
| Gole | Piłkarze |
| ---- | --- |
| 4    | Peredo E.Morel |
| 3    | Sócrates Caszely, Rivas Romero |
| 2    | Passarella Aragonés, Reynaldo Tita, Zico M.Morel, Talavera Victorino |
| 1    | Coscia, Díaz, Gáspari, López, Maradona Falcăo, Palinha, Roberto Dinamita Soto, Véliz, Yáñez Alarcón, Klinger, Tenorio, Torres Garcés Chaparro, Díaz, Iguarán, Morón, Valverde Osorio, Solalinde Mosquera Bica, Milar, Paz Carbajal |

### Sędziowie
| Mecze | Sędziowie |
| ----- | --- |
| 3     | Carlos Espósito Romualdo Arppi Filho |
| 2     | Sergio Vásquez Edison Pérez Ramón Barreto |
| 1     | Abel Gnecco Luis Barrancos Arnaldo César Coelho, Oscar Scolfaro Orlando Sánchez, Octavio Sierra Wilfredo Cáceres Enrique Labó, César Pagano Juan Daniel Cardellino, Roque Cerullo, Luis Gregorio da Rosa José Vergara |